# Estola microphthalma
Estola microphthalma är en skalbaggsart som beskrevs av Stefan von Breuning 1942. Estola microphthalma ingår i släktet Estola och familjen långhorningar. Inga underarter finns listade i Catalogue of Life.